# 팬데믹 (보드 게임)

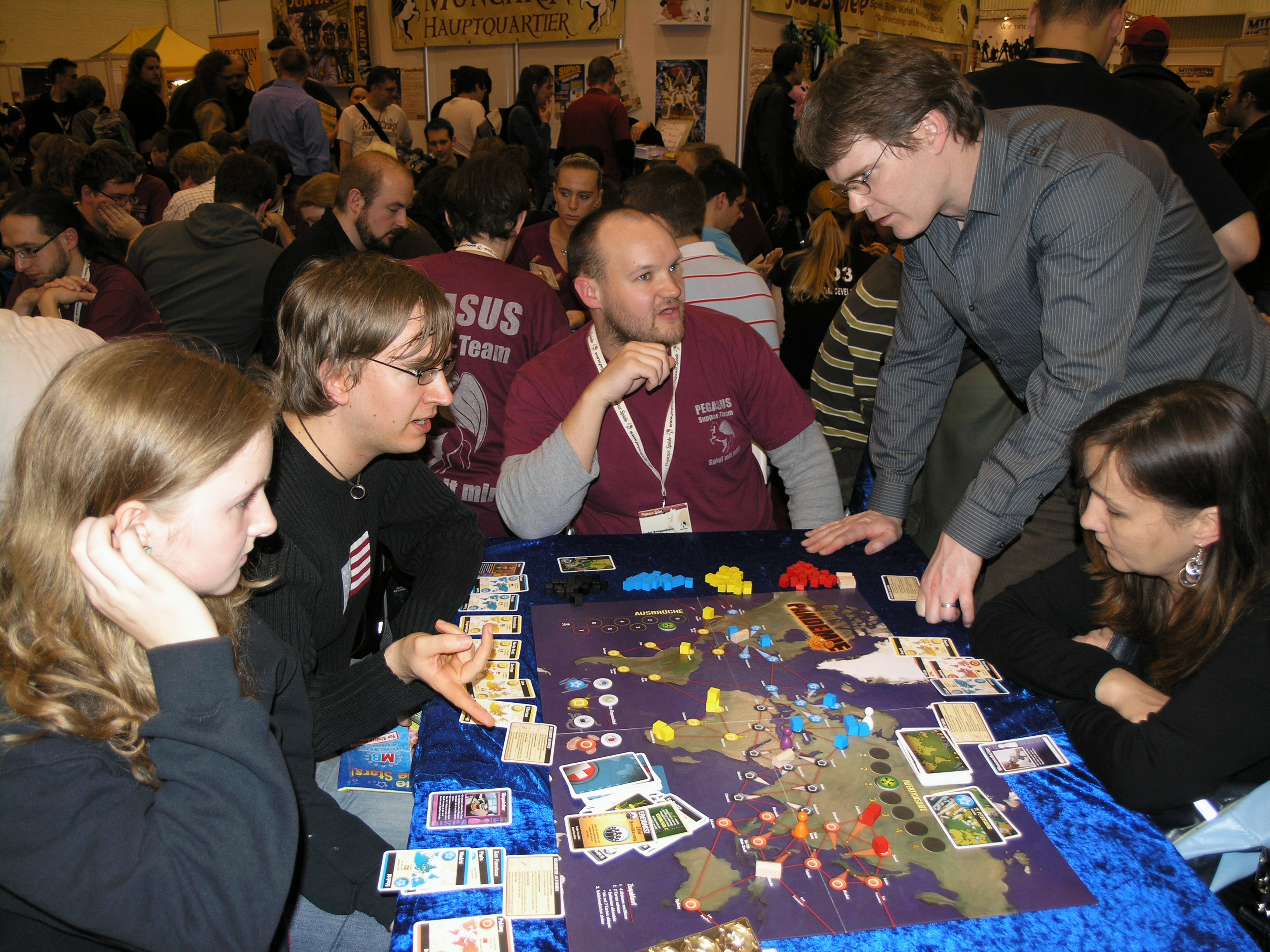

팬데믹(영어: Pandemic)은 플레이어가 신형 바이러스 백신 팀의 일원이되어 힘을 합쳐 유행병과 직면하는 협력 보드 게임이다. 플레이어간에 승패를 겨루는 것이 아니라, 모든 플레이어 vs 게임 시스템 (바이러스)이라는 구도이다.

## 게임 목표
- Matt Leacock가 만든 보드게임이다. 2~4명이 협력해 신형 바이러스의 백신의 팀이 되어 4가지 치료제를 개발하는 게임이다.
- 플레이 시간은 약 45분, 적정 연령은 8세 이상.

## 구성물
- 질병 큐브 96개
- 카드 118장
- 플레이어 카드 59장
- 감염 카드 48장
- 직업 카드 7장
- 행동 요약 카드 4장
- 치료제 마커 4개
- 연구소 6개

## 게임 플레이 방법
- 가장 최근에 아팠던 플레이어부터 시작한다. 2013년 에디션의 경우에는 가장 인구가 많은 도시 카드를 가지고 있는 플레이어부터 시작한다.

## 게임 방법
- 액션 4번을 한다.(기본 액션과 특수 액션까지 포함 액션 4번이다.)

- 기본 액션
  - 자동차/배로 이동: 자기 위치 가까운 곳에서 한 칸 이동.
  - 직향기로 이동: 카드를 1장을 버려, 버린 카드의 도시로 이동.
  - 전세기로 이동: 현재 말이 있는 지역카드를 버려서 원하는 아무 곳나 이동.
  - 정기 항공편으로 이동: 연구소가 있는 지역에서 연구소에 있는 지역에서 다른 연구소가 있는 지역으로 이동.
  - 패스: 아무것도 안 함.

- 특수 액션
  - 연구소 건설: 자기 말이 있는 도시의 카드를 버리는 것으로 연구소를 짓는다.
  - 치료제 개발 : 자기 말이 연구소에 있으며, 손의 들고 있는 카드가 5장이 같은 색이라면, 그 카드를 버리는 것으로 그 색에 해당 되는 치료제를 만들 수 있다. 치료제가 개발되면, 해당 치료제 마커를 놓는다.
  - 플레이어 카드는 최대 7장까지만 보유하고 만약 8장의 카드를 가지고 있는 사람은 플레이어 카드를 버리는 것으로 추청된다.

## 게임 종료
- 플레이어의 패배 조건은 3가지가 있다.
  - 질병 큐브를 놓아야 하는데 해당 색깔의 질병 큐브가 다 떨어진 경우.
  - 확산이 8번 발생한 경우.
  - 플레이어 카드를 가져와야 하는데 플레이어 카드가 다 떨어진 경우.

- 승리 조건은 하나 뿐이다.
  - 네 가지 질병의 치료약이 모두 개발되면 바로 게임이 끝나고 모든 플레이어가 승리하게 된다.